# Marathon van Parijs 1984
De marathon van Parijs 1984 werd gelopen op zaterdag 12 mei 1984. Het was de negende editie van deze marathon. Het parcours liep langs de Seine.
Bij de mannen zegevierde Ahmed Saleh uit Djibouti in 2:11.58. Hij bleef de Fransman Jacky Boxberger slechts één seconde voor. De wedstrijd bij de vrouwen werd gewonnen door de Française Sylviane Geffray met een tijd van 2:38.20.
In totaal kwamen 10.474 lopers aan de finish van deze wedstrijd. Dat was meer dan ooit.

## Uitslagen

### Mannen
| rang   | naam                   | land | tijd    |
| ------ | ---------------------- | ---- | ------- |
| Goud   | Ahmed Saleh            | DJI  | 2:11.58 |
| Zilver | Jacky Boxberger        | FRA  | 2:11.59 |
| Brons  | Djama Robleh           | DJI  | 2:12.11 |
| 4      | Patrick Joannes        | FRA  | 2:14.01 |
| 5      | Jean-Michel Charbonnel | FRA  | 2:15.07 |
| 6      | Jean-Yves Madelon      | FRA  | 2:15.16 |
| 7      | Bernard Bobes          | FRA  | 2:15.52 |
| 8      | Philippe LeGrand       | FRA  | 2:16.15 |
| 9      | Henrik Albahn          | DEN  | 2:16.40 |
| 10     | Abdilallih Charmarke   | DJI  | 2:16.54 |

### Vrouwen
| rang   | naam              | land | tijd    |
| ------ | ----------------- | ---- | ------- |
| Goud   | Sylviane Geffray  | FRA  | 2:38.20 |
| Zilver | Chantal Langlacé  | FRA  | 2:42.09 |
| Brons  | Anne-Marie Cienka | FRA  | 2:44.57 |
| 4      | Florence Cotraud  | FRA  | 2:46.21 |

1976 ·
1977 ·
1978 ·
1979 ·
1980 ·
1981 ·
1982 ·
1983 ·
1984 ·
1985 ·
1986 ·
1987 ·
1988 ·
1989 ·
1990 ·
1991 ·
1992 ·
1993 ·
1994 ·
1995 ·
1996 ·
1997 ·
1998 ·
1999 ·
2000 ·
2001 ·
2002 ·
2003 ·
2004 ·
2005 ·
2006 ·
2007 ·
2008 ·
2009 ·
2010 ·
2011 · 
2012 · 
2013 ·
2014 ·
2015 ·
2016 ·
2017